# Pescarolo ed Uniti
Pescarolo ed Uniti är en ort och kommun i provinsen Cremona i regionen Lombardiet i Italien. Kommunen hade 1 525 invånare (2018).